# Kathy Sinnott
Pour les articles homonymes, voir Sinnott.
Kathy Sinnott, née le 29 septembre 1950 à Chicago, est une femme politique irlandaise. Elle est députée européenne de 2004 à 2009, élue dans la circonscription sud de l'Irlande.